# Espectrorradiómetro generador de imágenes multiángulo

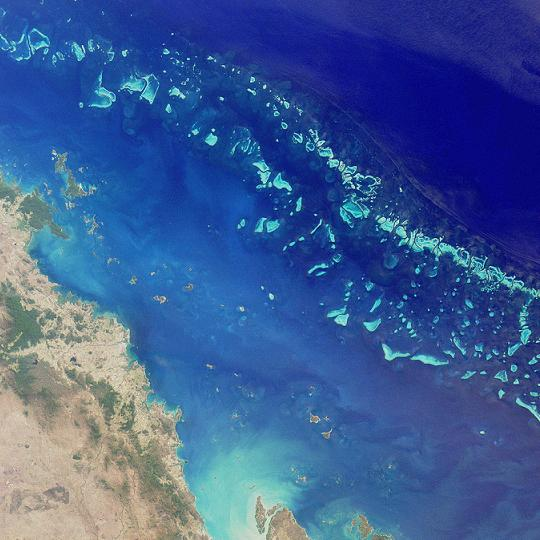
Imagen por satélite de una parte de la Gran Barrera de Coral, tomada por el MISR en 2006.

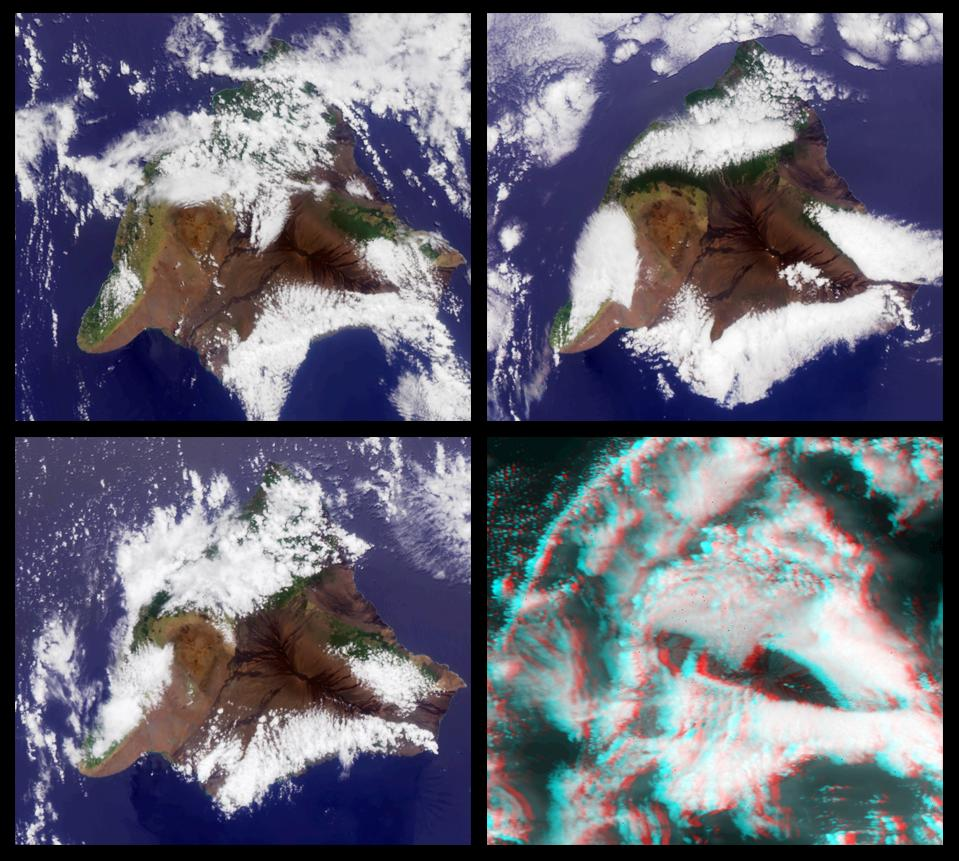
Fotografías de la Gran Isla de Hawái, tomada por el MISR, y rotada de manera que el Norte quede a la izquierda. Incluye un anaglifo.

El espectroradiómetro generador de imágenes multiángulo (en inglés Multi-angle Imaging SpectroRadiometer,
o MISR por su sigla) es un instrumental científico a bordo del satélite multifuncional Terra (EOS AM-1),
que capta fotografías de la Tierra desde 9 cámaras espectroradiométricas con ángulos distintos.

El diseño, construcción, y funcionamiento está a cargo del Equipo MISR, del Laboratorio de Propulsión a Chorro.